# 華春瑩

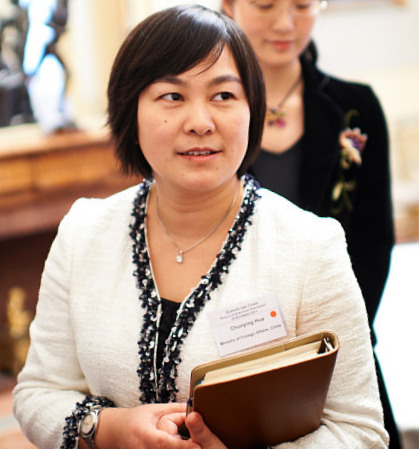
2011

華 春瑩（か しゅんえい、英語：Hua Chunying、発音転記：ホァ チュンイン、1970年4月24日 - ）は、中華人民共和国の外交官、報道官。

## 概要
中華人民共和国の習李体制で就任した報道官である。南京大学外国語学院英語系を卒業後に外交部に入部。既婚者であり。1児の母である。記者会見において、硬い表情で中国政府の公式見解を繰り返すことで知られる。
2017年12月、記者会見においてパンダの「シャンシャン」と日本の外交官「杉山晋輔」（中国語でshānshānと読む）を聞き間違え、記者からの指摘に笑顔を見せたことが話題となった。
2019年2月中旬から公式の場に姿を見せなくなり失脚説も出たが、同年6月に中国共産党中央党校校内で歩く姿が目撃されており、何らかの長期研修を受けているものと推測されていた。後に中央党学校研修生名義で出した声明により中央党学校で研修を受けていることが判明した。
外交部では主に西欧畑で勤務し、2012年11月に報道官に就任。2019年7月に外交部報紙媒体司司長（報道局長）に昇任。女性の報道官としては5人目であり、また局長に女性が就任するのは初代報道局長の龔澎以来2人目となる。
2021年1月にアメリカ政府が中国政府による新疆ウイグル自治区での少数民族ウイグル族弾圧を、国際条約上の「民族大量虐殺」である「ジェノサイド」であり、かつ「人道に対する罪」に認定したことについて、「中国が新疆で実施している『ジェノサイド』や『反人類的な罪』なるものは徹頭徹尾、ポンペオが代表する個別の反華・反共勢力が意図的に砲撃を加えてきた、人の耳目を驚かすような偽の命題、悪意ある荒唐無稽な騒ぎであり（中略）、過去も現在も未来も中国の大地には発生しない」「新疆問題をめぐるポンペオの各種の戯言は、2500万の新疆人民を含む中国人民に対する極大の侮辱であり、アメリカ人民や国際社会の判断力に対する極大の侮辱であり、人類の道義と基本的な良知に対する反逆と挑戦である」として、新疆ジェノサイドは西側諸国が捏造した虚構であると断じた。
2021年10月、外交部部長助理 (外務次官補) (報道・儀典・翻訳担当) に就任する。
2022年8月、台北市に中国料理店が多数あることを根拠に台湾の領有権を主張する投稿をツイッターに行い、蔑笑を買った。
2024年5月、外交部副部長(外務次官)に就任した。
テニスが趣味である。

## 略歴
- 1970年4月24日に江蘇省淮安市淮陰縣（現在の淮陰区）の中国共産党幹部の家庭に誕生する。[16]。
- 1988年に淮陰縣で最優秀の成績を修め、南京大学に入学した[16]。大学時代は「迎春花」と呼ばれた[17][注 1]。
- 1993年 - 1995年 外交部西ヨーロッパ司職員
- 1995年 - 1999年 駐シンガポール大使館随行員、三等書記官
- 1999年 - 2003年 外交部西ヨーロッパ司三等書記官、副処長
- 2003年 - 2010年 駐EU大使団二等書記官、一等書記官、参事官
- 2010年 - 2012年 外交部ヨーロッパ司参事官
- 2012年 - 2019年 報紙媒体司副司長兼報道官[19]。
- 2019年 - 2021年 報紙媒体司司長兼報道官
- 2021年 - 2024年 外交部部長助理
- 2024年 - 現在 外交部副部長